# Martin Kasík
Martin Kasík (Frenštát pod Radhoštěm (Moravia-Silesia), 30 de novembre, 1976), és un pianista txec.

## Carrera professional
Va estudiar al Conservatori Janáček d'Ostrava amb el prof. Monika Tugendliebová i l'Acadèmia de Música de Praga a la classe del prof. Ivan Klánský. Va millorar les seves habilitats d'interpretació a través de classes magistrals amb Lazar Berman, Garrick Ohlsson, Christian Zacharias i Paul Badura-Skoda. Guanyar els concursos Primavera de Praga de 1998 i Joves Artistes de Concerts a Nova York el 1999 li va obrir el camí a sales de concerts i festivals internacionals: el Carnegie Hall, la Gran Sala de la Filharmònica de Berlín, el Wigmore Hall, la Tonhalle de Zuric, el Gewandhaus de Leipzig, el Concertgebouw d'Amsterdam, el De Doelen de Rotterdam, el Finlàndia Hall de Hèlsinki, l'Auditorio de Barcelona, el Suntory Hall de Tòquio, el Kennedy Center de Washington, etc.
Sota la batuta dels directors (Pinchas Zukerman, Marin Alsop, Yakov Kreizberg, Ingo Metzmacher, Serge Baudo, Ken-Ichiro Kobayashi, Libor Pešek, Jakub Hrůša, Tomáš Netopil) va actuar amb l'Orquestra Simfònica de Chicago, Orquestra Simfònica de Minneapolis, Orquestra Simfònica de Minneapolis, Orquestra Simfònica de Minneapolis, Orquestra Filharmònica de Cambra de Nova York, D. Filharmònica de Stuttgarter, Orquestra Simfònica de Rotterdam, Filharmònica de Hèlsinki, Filharmònica de Singapur. Col·labora regularment amb la Filharmònica Txeca i l'Orquestra Simfònica de Praga.
A més de les seves activitats de concerts i música de cambra, Martin Kasík es dedica a educar la jove generació a l'Acadèmia d'Arts Escèniques de Praga i al Conservatori de Praga. És el director artístic del Festival Internacional Chopin de Mariánské Lázně. Els seus enregistraments per a Arco Diva i Supraphon han rebut els màxims premis a les revistes Gramophone, Repertoire i Harmonie.

## Dada interessant
El 8 de novembre de 2022, al 8è concert benèfic de l'Institut Bohuslav Martinů a la Casa Professional de Praga, Martin Kasík, juntament amb el violoncel·lista Petr Nouzovský, van interpretar la primera interpretació d'una composició recentment descoberta de Bohuslav Martinů, Romance per a violí i piano (H 186bis). La peça va ser transcrita per a violoncel i piano.